# Inspiratiebron
Een inspiratiebron is een object, mens of gebeurtenis waaruit een kunstenaar inspiratie weet te putten.
Bij de oude Grieken werd de inspiratiebron beschouwd als goddelijk van aard, gesymboliseerd door de Muzen.
Vaak wordt een inspiratiebron gezien als een object; zo zijn er veel mensen die zeggen dat zij geïnspireerd worden door bijvoorbeeld een breed, uitgestrekt landschap. Maar ook een mens of een gebeurtenis zijn veelgebruikte inspiratiebronnen. Zo heeft schrijver Harry Mulisch voor bijna zijn gehele oeuvre inspiratie geput uit de Tweede Wereldoorlog. Maar ook schrijver Thomas Mann heeft Mulisch' werk volgens vele deskundigen enorm beïnvloed.

## Veelgebruikte inspiratiebronnen
- Sociale of maatschappelijke problemen
- Gedichten of andere literatuur
- De natuur, de Schepping
- De liefde
- Het leven, de dood
- De seizoenen
- De geschiedenis, zoals de Tweede Wereldoorlog
- Andere kunststromingen